# Zmierzch długiego dnia
Zmierzch długiego dnia – utwór amerykańskiego dramaturga Eugene'a O’Neilla z roku 1956,  uważany powszechnie za jego arcydzieło. O’Neill otrzymał za nią w roku 1957 pośmiertnie Nagrodę Pulitzera w dziedzinie dramaturgii.

## Streszczenie
Akcja sztuki rozgrywa się podczas sierpniowego dnia 1912 roku, od godziny około 8:30 aż do północy. Miejscem akcji jest dom rodziny Tyronów nad morzem w stanie Connecticut. Jest to opowieść autobiograficzna przedstawiająca życie rodziny O’Neillów w ich rodzinnym domu w miejscowości Monte Cristo Cottage.
Tematem sztuki jest nałóg i jego zgubny wpływ na życie rodziny. Trzy postacie męskie są alkoholikami, matka jest uzależniona od morfiny. Wszyscy oni wzajemnie się oskarżają, odrzucają i użalają, co przybiera formę narastającego konfliktu przerywanego czasami nie zawsze szczerymi próbami okazania miłości, współczucia i wzajemnego pocieszania.

## Nagrody i nominacje
- 1957 – Nagroda Pulitzera w dziedzinie Dramaturgii – Pulitzer Prize for Drama
- 1957 – Tony Award za najlepszą sztukę – Tony Award for Best Play
- 2003 – Drama Desk Award for Outstanding Revival
- 2003 – Tony Award for Best Revival of a Play

Nominacje
- 1986 – Drama Desk Award for Outstanding Revival
- 1989 – Drama Desk Award for Outstanding Revival